# 가다 유키코
가다 유키코(일본어: 嘉田由紀子, 1950년 5월 18일~)는 일본의 정치인이다. 2006년부터 2014년까지 시가현지사를 지냈으며, 재직 중 일본미래당을 창당해 대표직을 맡았다. 2019년 치러진 참의원 선거에서 시가현 선거구에 출마해 현역 의원인 니노유 다케시를 꺾고 당선됐다.